# Санта Кроче (Ријети)
Санта Кроче је насеље у Италији у округу Ријети, региону Лацио.
Према процени из 2011. у насељу је живело 605 становника. Насеље се налази на надморској висини од 724 м.